# دستگاه راسته‌بری (کاتر میل)
دستگاه راسته بری (به انگلیسی: Slitting Mill) یک آسیاب آبی برای بریدن بلوک های آهنی به میله ها بود. سپس میله‌ها به میخ سازانی تحویل داده می شدند تا میله‌ها را با دادن سر و سرانه به میخ‌ تبدیل کنند. آسیاب‌های نورد و برش، یک فناوری پیشرفته برای دوره زمانی خود بودند. در واقع، زمانی که کارخانه نورد و برش اولیه ساخته شد، تنها حدود 12 کارگاه راسته‌بری در جهان وجود داشت.
امروزه، یک دستگاه کاتر میل، که به آن همچنین اسلیتر یا راسته‌بر نیز گفته می‌شود، یک تجهیز ویژه است که در صنایع صنعتی برای برش یا تبدیل مواد به نوارها یا رول‌های باریک‌تر استفاده می‌شود. این دستگاه به طور عمده در صنعت فلزکاری برای پردازش ورق‌ها، رول‌ها یا نوارهای فلزی مورد استفاده قرار می‌گیرد، اما می‌توان از آن برای سایر مواد مانند کاغذ، پلاستیک و پارچه نیز استفاده کرد.
هدف اصلی یک دستگاه کاتر میل، تبدیل رول‌ها یا ورق‌های بزرگ مواد به نوارهای کوچکتر است. این فرآیند برای صنایع مختلفی که به مواد با ابعاد خاص نیاز دارند بسیار ضروری است، از جمله تولید ورق‌های فلزی برای قطعات خودرو، مواد بسته‌بندی، قطعات الکتریکی و مواد ساختمانی.

## اجزا و ویژگی‌های کلیدی
در ادامه، برخی از اجزا و ویژگی‌های کلیدی که به طور معمول در دستگاه‌های کاتر میل موجود است، ذکر می‌شوند:
1. آنکویلر: این قسمت رول یا رول مواد بزرگ را نگهداری می‌کند و کنترل کشش را در هنگام تغذیه مواد به دستگاه کاتر میل فراهم می‌کند.
2. میز ورودی: این قسمت مواد را به داخل کاتر هدایت می‌کند و اطمینان حاصل می‌کند که مواد به درستی تراز شده و تغذیه شوند.
3. سر کاتر: سر کاتر از یک مجموعه چاقوهای دایره‌ای یا تیغه‌های بسیار تیز تشکیل شده است که به شکلی تنظیم شده‌اند تا عرض و تعداد نوارهای تولیدی را تعیین کنند. سر کاتر قابل تنظیم است تا عرض و فاصله نوارهای مورد نظر را به دست آورد.
4. جداکننده‌ها یا اسپیسرها: این‌ها دیسک‌های نازک فلزی یا پلاستیکی هستند که بین نوارها قرار می‌گیرند تا جداشدگی را حفظ کرده و جلوی چسبیدن آنها به یکدیگر را بگیرند.
5. ریکویلر: پس از برش مواد به نوارهای باریکتر، ریکویلر نوارها را روی کویل‌ها یا قلاب‌های جداگانه می‌پیچاند. این بخش کنترل کشش را فراهم می‌کند تا پیچاندن مداوم را حفظ کند.
6. برش لبه: برخی از دستگاه‌های کاتر میل ممکن است دارای واحدهای برش لبه اضافی باشند که لبه‌های خارجی مواد را برای یکنواختی به هم می‌رسانند.
7. سیستم کنترل: دستگاه‌های کاتر میل مدرن مجهز به سیستم‌های کنترل پیشرفته هستند که اجازه می‌دهند پارامترهایی مانند عرض نوار، کشش، سرعت و متغیرهای دیگر را تنظیم کنید. این سیستم‌ها اغلب شامل حسگرها و مکانیزم‌های بازخورد هستند تا برش دقیق و صحیح را تضمین کنند.

دستگاه‌های کاتر میل می‌توانند بسته به نیازهای خاص موادی که در حال پردازش هستند، در اندازه و پیچیدگی‌های مختلف متفاوت باشند، . آنها معمولاً در عملیات صنعتی بزرگ استفاده می‌شوند که نیاز به پردازش حجم بالا از مواد به صورت کارآمد و دقیق دارند.

## پیشینه تاریخی

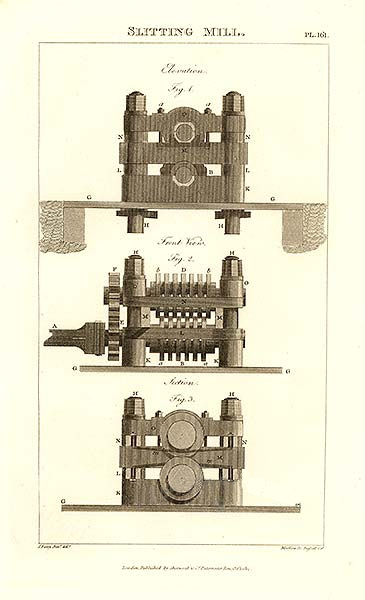
دستگاه راسته‌بری، 1813

در این کارگاه‌ها، میله‌های آهنی نیمه تمام برای ساخت محصولات دیگری که آهنگران می‌توانستند از آن‌ها استفاده کنند، آماده می شدند. ابتدا میله‌ها در یک کوره بازتابشی (انعکاسی) حرارت داده می‌شدند تا شکل‌پذیر شوند. بعد، میله ها وارد یک جفت غلتک که شامل دو استوانه آهنی متراکم بودند می‌شدند. این فرایند میله‌ها را به حالت تخت تبدیل می‌کرد. از این صفحات تخت آهنی می توان برای ساخت چرخ‌های واگن، تیغه های اره و سایر محصولات استفاده کرد.
بسیاری از ورق های آهنی به همان شکلی که بودند فروخته می‌شدند، اما برخی دیگر در کوره‌های بازتابشی (انعکاسی) گرم شده و تحت ماشین‌کاری‌های دیگری قرار می‌گرفتند. راسته‌بر‌ها از یک جفت دیسک به هم پیوسته تشکیل می‌شدند، که در جهت مخالف می چرخیدند. هنگامی که یک ورق آهنی گرم شده بین آنها قرار می گیرد، دیسک ها آن را به میله های آهنی کوچکتر برش ‌می‌دهند. این محصولات در درجه اول برای ساختن میخ مورد استفاده قرار می گرفتند و به همین دلیل «میله میخ» نامیده می‌شدند. هم میله‌های تخت و هم میخ‌ها، کالاهای نیمه تمام بودند که به آهنگر کمک می کردند زمان کمتری صرف کند و در نتیجه در هزینه خود صرفه جویی نماید.
دستگاه راسته بری احتمالاً در نزدیکی لیژ در بلژیک فعلی اختراع شده است. اولین کارخانه راسته بری در انگلستان در سال 1590 در شهر دارتفورد، کنت، احداث شد. سپس در حدود سال 1611، کارخانه‌ای در نزدیکی روگلی در یکی از روستاهایی که سابقاً اسم آن استونهاوس (Stonehouse) بود، ولی اکنون به نام Slitting Mill شناخته می‌شود، احداث شد. در سال 1627، کارخانه برش هاید (Hyde) در کینور ساخته شد. سایر کارخانه‌ها نیز در انگلستان در مناطق مختلفی که آهن تولید می‌شد، احداث شدند. با این حال، بسیاری از آنها در اطراف رودخانه استور بین استوربریج و استورپورت وجود داشت، که در آن کارگاه‎‌ها، آهن را به راحتی شکاف می دادند تا پس ار آن به دست میخ‌سازان در ناحیه بلک کانتری برسد.
آسیاب برش متشکل از دو جفت غلتک بود که توسط چرخ های آبی می چرخیدند. میله های آسیاب، میله های مسطح آهنی بودند که حدود سه اینچ (75 میلی متر) عرض و نیم اینچ (13 میلی متر) ضخامت داشتند. قطعه ای انتهای میله را با قیچی که توسط یکی از چرخ های آب کار می کرد برش می‌داد و سپس آهن در کوره گرم می شد. پس از آن، از بین غلتک‌های مسطح عبور داده می‌شد که آهن را به یک صفحه ضخیم تبدیل می‌کرد. سپس از طریق غلتک‌های دوم (معروف به کاتر) عبور داده می شد که آن را به میله های آهنی راسته بری می‌کرد. کاترها دارای شیارهای متقاطع بودند که آهن را از طول برش می‌دادند.

### جاسوسی فیدلر فولی
گفته می شود که این فناوری توسط جاسوسی صنعتی ریچارد فولی (1580-1657) ("فیدلر فولی") اهل استوربریج، جد بارون فولی، از سوئد آورده شده است. داستان به شرح زیر توسط ساموئل لوید سوم (1827-1918) اهل فارم، از تاریخ خانوادگی خود در سال 1907، "لویدهای بیرمنگام به همراه توضیحی درباره تأسیس بانک لوید" نقل می شود:

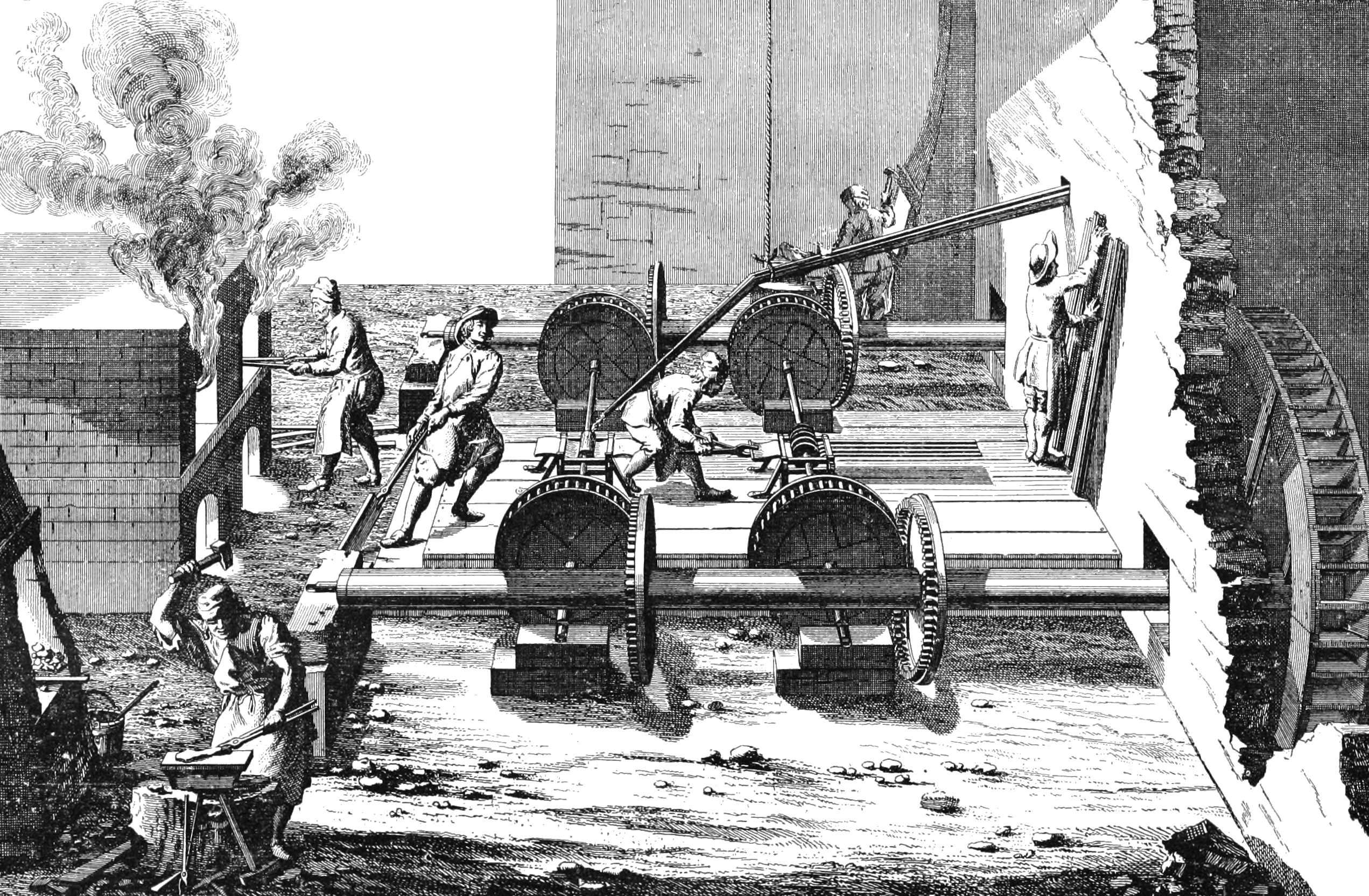
دستگاه راسته‌بری سوئدی، 1734

در اوایل قرن هفدهم، هنگامی که منطقه اطراف استوربریج مرکز صنعت ساخت پیچ و مهره در انگلستان بود، سوئد به عنوان یک رقیب قدرتمند برای کسانی که در این صنعت مشغول بودند، رشد کرد؛ زیرا پیچ و مهره‌هایی که در آنجا ساخته می‌شد به قیمت‌هایی به انگلستان صادر می‌شدند که با آنها تولیدکنندگان استوربریج نمی‌توانستند رقابت کنند. این امر باعث شد که جوانی به نام فولی از استوربریج تصمیم بگیرد که به هر ترتیبی که ممکن بود، بفهمد چگونه می‌توانند با قیمت‌های پایین‌تر پیچ و مهره‌های خود را بفروشند. او به همین منظور به سوئد سفر کرد، اما با اندکی پول به آنجا رسید و تمام پولش به سرعت تمام شد. (مانند ماجراجویی‌های الیور گلدسمیت در سفرهای هلند). با این حال، او یک موسیقیدان عالی و شخصی خوش‌برخورد بود، و با التماس کردن و تقلای بسیار، خود را به معادن مشهور دانمورا در نزدیکی این منطقه رساند. او به آسانی با آهن‌کاران دوستی کرد و مدتی بود که ماشین‌آلات آنها را به دقت مشاهده کرده بود، او به همین منظور با امید بسیار به استوربریج برگشت که اسرار ساخت یک کارخانه برشی برای راسته‌بری ورق‌های آهنی را کشف کرده است. یک دستگاه راسته بری که با استفاده از آن می شد صفحات آهن فرفورژه را به میله‌های میخی برش داد. او چنان به موفقیت خود باور داشت که از یک اشراف‌زاده هزینه موردنیاز را پیش پرداخت کند. اما افسوس! با ناامیدی بزرگ همه دست اندرکاران، دستگاه نتوانست آهن را برش دهد. بنابراین فولی برای بار دوم راهی سوئد شد و در بدو ورود با استقبال زیادی از سوی کارگران سوئدی مواجه شد. آن‌ها با خوشحالی از فولی پذیرایی کردند و او را در همان قلعه تجارت، کارخانه برش، اسکان دادند، و در معاشرت ساده و غیرتجاری خود، به او به عنوان یک نوازنده توانا، و نه بیشتر نگاه کردند. او به اندازه کافی ماند تا بفهمد اشتباهاتش کجاست و سپس دوباره ناپدید شد. در بازگشت به استوربریج، او موفق شد ماشین آلاتی بسازد که کار مورد نیاز را به خوبی انجام دهد. پس از آن، او نه تنها میله‌های میخ‌ساز مورد نیاز میخ‌سازان تامین کرد، بلکه در طی این فعالیت صنعتی، به ثروت زیادی دست یافت. او در حالی که ثروت اندوزی می‌کرد، از نیازهای دیگران غافل نبود و پیوسته و سخاوتمندانه به همه برنامه‌های خیریه که در محله‌اش بود کمک می‌کرد».
اینکه این افسانه تا چه اندازه آنچه را که واقعا اتفاق افتاده منعکس می کند، جای بررسی دارد. اولین نسخه از داستان به نام فولی، ویلیام پلیفر در سال 1809 است، که او را به هلند می برد. با این حال اولین نسخه توسط Stebbing Shaw  به نقل از تاریخ نسخه خطی ریچارد ویلکز از Willenhall منتشر شد:
حدود یک مایل بالاتر از شهر کینور kinver مکانی به نام هاید  Hyde...وجود دارد که اولین دستگاه نورد و برش آهن در انگلستان در آنجا ساخته شده بود. درشهر بریندلی نیز یک دستگاه وجود داشت که تا حدود 20 سال پیش فعالیت میکرد، زمانی که هنوز آلمان این تجهیزات را نداشت. آنها با یک تصمیم احمقانه این دستگاه عالی را که بسیار کارآمد بوده و پول زیادی را وارد کشور کرده بود، پس فرستادند.
ریچارد فولی در سال 1627 کارخانه برش هاید را برای تاسیس یک کارخانه برش اجاره کرد و در سال 1625 هیملی فرنیس را از لرد دادلی استخدام کرد. ریچارد در آن سالها یک کارآفرین مهم بود و جورج بریندلی، کارخانه او را اداره می کرد. پسرش ریچارد، در سال 1647 هاید میل و فارم را خریداری کرد و تا زمانی که جان بریندلی در سال 1730 ورشکست شد، در تملک خانواده آنها بود.

### آسیاب‌های لویدز
در نقشه ای از بیرمنگام به تاریخ 1731، 7 سال پس از مرگ سامپسون لوید اول (1664-1724)، آسیاب های راسته بری و ذرت لوید از منطقه دیگبث در شهر Lower Mill Lane نشان داده شده است. نقشه بعدی به تاریخ 1751 آسیاب راسته بری را با یک استخر آسیاب و یک باغ بزرگ نشان می دهد. شرحی از این کارخانه برش در نامه‌ای به تاریخ 31 ژوئیه 1755 که توسط بازدیدکنندگانی از لندن به پمبرتونز، پسرعموهای لوید نوشته شده، باقی مانده است:
صبح روز بعد (دوشنبه) [ژوئیه 1755] ما به دیدن آسیاب راسته‌بری آقای لوید رفتیم. کاربرد آن تهیه آهن برای ساختن میخ است. روند کار به شرح زیر است: آنها یک میله آهنی بزرگ را می گیرند و با یک جفت قیچی خیلی بزرگ که توسط یک چرخ آب به کار می افتد، آن را به طول های حدود یک فوت برش می‌دهند. این قطعات را در یک کوره قرار داده و تا دماهای بسیار بالا داغ می‌کنند، سپس بیرون آورده و بین دو غلتک فولادی که طول آن‌ها به حدود چهار فوت و عرض حدود سه اینچ می‌رسد، قرار می‌دهند. از آنجا فوراً بین دو غلتک دیگر قرار می‌گیرند، که دارای تعدادی لبه‌های تیز هستند که مانند قیچی روی هم قرار می‌گیرند. پس از سرد شدن میله‌ها، آنها را در دسته‌هایی برای استفاده میخ سازها بسته بندی می‌کنند. شام خوردیم و شب را (پس از راه رفتن دوباره به دادسون) در مستر لویدز گذراندیم.

## همچنین
·       Schubert, H.R. (1957). History of the British Iron and Steel Industry from c.450 BC to 1775 AD. London: Routledge. pp. 304–312.
·       P. W. King. "The Development of the Iron Industry in South Staffordshire in the 17th century: history and myth". Trans. Staffs. Arch. & Hist. Soc. XXXVIII (1999 for 1996–7): 62–4. outline, drawn from a number of documentary sources, of the development of the charcoal iron industry in the west Midlands between the magnates of the Elizabethan period and the professional ironmasters of the late-seventeenth and eighteenth centuries. The author argues that the period was one of organisational change rather than technological development, such as the amalgamation of ironworks so as to control the charcoal supply in a district, and that firms were fewer in number and operating on a larger scale much earlier than was hitherto suspected.
·       W. K. V. Gale, The Black Country Iron Industry: a technical history (Iron and Steel Institute, London, 1966), 14–15.
·       Lloyd, Samuel (1907). "The Lloyds of Birmingham with some Account of the Founding of Lloyd's Bank" (2nd ed.). Birmingham & London